# Camille Zaidan
Camille Zaidan (* 9. März 1944 in Kassaibé; † 21. Oktober 2019) war ein libanesischer Geistlicher und maronitischer Erzbischof von Antelien.

## Leben
Camille Zaidan empfing nach seiner theologischen Ausbildung am Maron-von-Beit-Seminar in Ghazir und seinem Universitätsstudium an der Université Saint-Joseph in Beirut am 23. Oktober 1971 in Beirut die Priesterweihe. Er war Pfarrer in der Gemeinde Brummana und Pfarrer der Auferstehungskirche von Rabieh. 1997 wurde er Protosingel in der Erzeparchie Antelien.
1980 wurde er sowohl in Philosophie als auch in Theologie an der Katholischen Universität von Amerika in Washington promoviert. Er war Professor für Linguistik und Hermeneutik an der Heilig-Geist-Universität Kaslik und der Libanesischen Universität in Beirut sowie Vizerektor und später Rektor der St. Joseph School in Qurnat Schahwan. Zudem war er Generalsekretär der katholischen Schulen im Libanon (General Secretariat of Catholic Schools of Lebanon (SGEC-L)) und Direktor des Internationalen Katholischen Büros für Unterricht und Erziehung (Office International de l’Enseignement Catholique (OIEC)), später dessen Ehrenmitglied. Er war Nationaler Kaplan der Gesellschaft St. Vincent de Paul im Libanon und ab 1997 Generalvikar der Maronitischen Diözese Antélias.
Am 6. Juni 2011 wählte ihn die Bischofssynode der maronitischen Bischöfe zum Kurienbischof in Antiochien und zum Patriarchalvikar. Papst Benedikt XVI. bestätigte am 13. August desselben Jahres die Ernennung und ernannte ihn zum Titularbischof von Ptolemais in Phoenicia dei Maroniti. Der Maronitische Patriarch von Antiochien und des ganzen Orients, Béchara Pierre Raï OMM, spendete ihm am 23. September desselben Jahres die Bischofsweihe; Mitkonsekratoren waren der Alterzbischof von Antelien, Joseph Mohsen Béchara, und der emeritierte Kurienbischof in Antiochien, Samir Mazloum.
Im Juni 2012 wählte ihn die Bischofssynode der maronitischen Bischöfe zum Erzbischof von Antelias. Papst Benedikt XVI. bestätigte am 16. Juni desselben Jahres die Ernennung. Er war Vorsitzender des Organisationskomitees für den Empfang von Papst Benedikt XVI. im Libanon im September 2012.
Zaidan war Autor mehrerer Bücher und Artikel über Bildung im Libanon und libanesische Kultur im Auftrag der UNESCO. Neben Arabisch sprach er Französisch und Englisch sowie Syrisch und Latein.